# Rábapordány
Rábapordány es un pueblo húngaro perteneciente al distrito de Csorna en el condado de Győr-Moson-Sopron, con una población en 2013 de 1034 habitantes.
Se conoce su existencia desde 1351, cuando se menciona en documentos como possessio Pardan, haciendo referencia a un nombre de persona de origen eslavo. El asentamiento medieval fue destruido por los turcos en 1594 y la localidad actual es una reconstrucción que comenzó a habitarse en 1615. El principal monumento de la localidad es la iglesia parroquial católica de San Andrés, construida en 1867 y que cuenta con notables pinturas murales.
Se ubica unos 10 km al sureste de la capital distrital Csorna, junto a la línea de ferrocarril que lleva a Pápa.